# Europsko prvenstvo gluhih u rukometu 2005.
Europsko prvenstvo gluhih u rukometu 2005. godine bilo je 8. europsko prvenstvo u športu rukometu za gluhe osobe.
Održalo se je od 20. do 25. rujna 2005. godine u Turskoj u Istanbulu.

## Sudionici
Natjecale su se ove reprezentacije: Hrvatska, Njemačka, Srbija i Crna Gora, Turska i Rumunjska.

## Završni poredak
Završni poredak.
| Momčadi |                    |
| Zlato   | Hrvatska           |
| Srebro  | Njemačka           |
| Bronca  | Srbija i Crna Gora |
| 4.      |                    |
| 5.      |                    |

| Europski prvaci 2005. |
| --------------------- |
| Hrvatska Drugi naslov |